# Імпровізована бойова машина

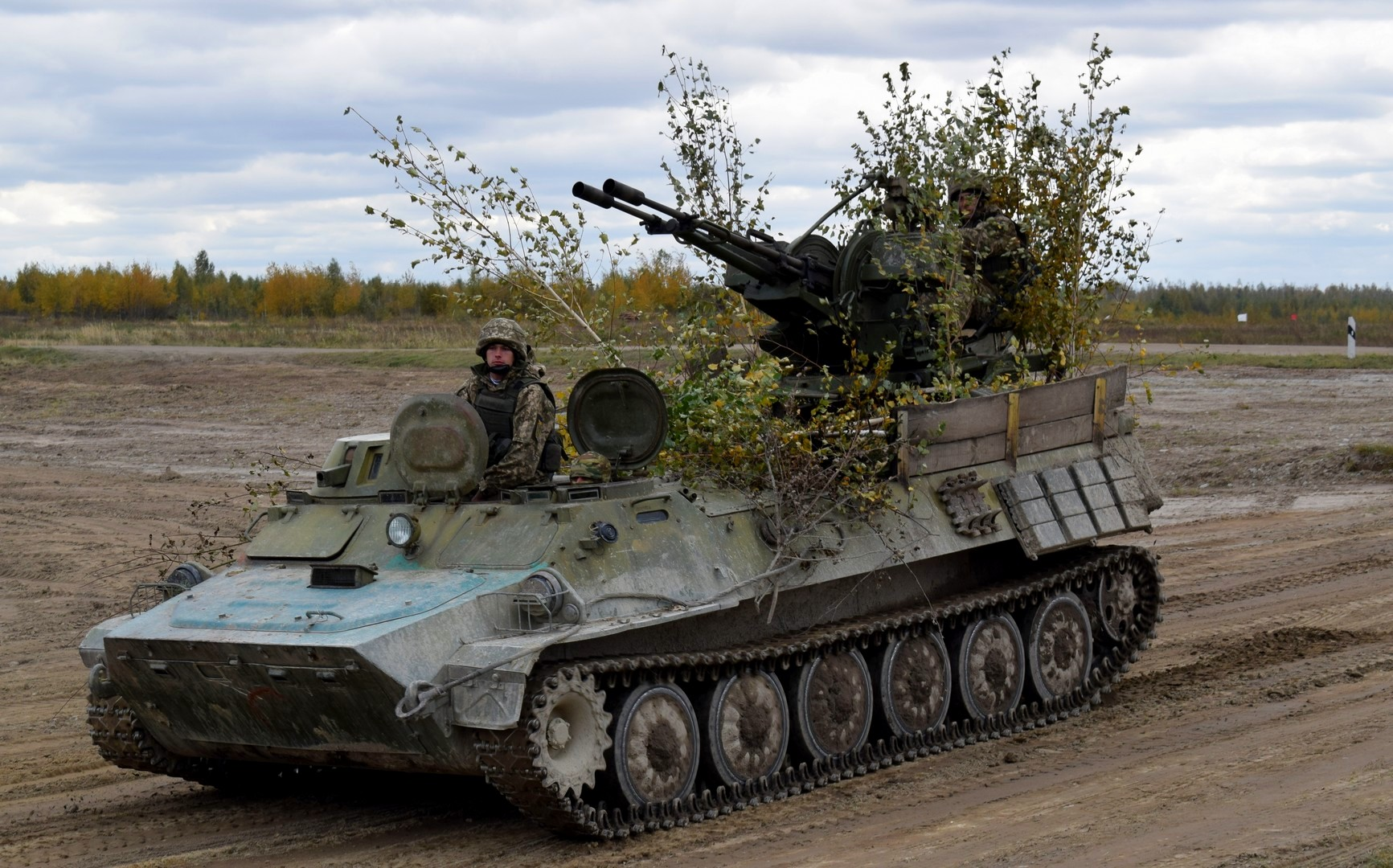
Український МТ-ЛБ з зенітною установкою ЗУ-23-2

Імпровізована бойова машина — бойова машина, що є результатом кустарної (рідше заводської) модифікації цивільної або військової небойової техніки. Також імпровізовані бойові машини можуть виникати як радикальні модифікації бронетехніки, коли змінюються їх бойові задачі.
Зазвичай використовуються нерегулярними чи слабко оснащеними арміями, терористичними, кримінальними та повстанськими організаціями, але можуть з'являтись і в регулярних арміях, коли є така потреба.

## Види

### Тачанка
Технічка (також тачанка, бандеромобіль) — зазвичай цивільний пікап, на який встановлено засоби враження: кулемет, автоматична гармата, безвідкотна гармата, РСЗВ, ПТРК тощо. Броня зазвичай відсутня, але може ставитись щиток для захисту стрільця.

### Гантрак
Гантрак (також панцерник) — цивільна чи військова кузовна вантажівка з броньованим кузовом та озброєнням для захисту від можливих засідок, призначена для більш безпечного перевезення вантажів. Також цим словом часто позначають вантажівки, обладнані важким озброєнням, як от зенітні гармати, РСЗВ тощо.

### Штурмпанцер
Для штурмових задач слабко оснащеними арміями створюється броньована техніка з важким озброєнням на базі вантажівок та тракторів, що покликана замінити в бою танки. Іноді їх називають штурмпанцерами (з нім. штурмовий броньовик). До цього типу можна також віднести радянські НІ та ХТЗ-16. 

### Модифікована бронетехніка
Імпровізовані бойові машини можуть створюватись і з бронетехніки, якщо вони кустарно модифіковані для виконання бойових задач, принципово відмінних від початкових задач машини. 

## Імпровізована бронетехніка

### Україна
З початком війни на сході України виплив низький рівень оснащення ЗСУ, тому волонтери та військові почали наспіх будувати бойові машини самостійно. Згодом журналіст Сергій Камінський написав про них книгу «Народні панцерники». Під час вторгнення в 2022 році про масове використання такої техніки невідомо.

### Близький Схід
Одними з найвідоміших штурмпанцерів сучасності є такі в Загонах народної оборони, які нагадують танки Першої світової: зокрема, були помічені впритул подібні за дизайном на німецькі танки A7V. Виготовляються на різних вантажних, тракторних та інших шасі та озброюються “тим, що є” — кулеметами, гарматами, баштами від бронетехніки тощо. Також курди виготовляють власні бронетранспортери з використанням вузлів від БМП, а саме ходової та двигуна.
Подібні та свої унікальні штурмпанцери використовує також Ісламська Держава в Сирії, Іраку та Лівії. Зокрема, швидкі бронемашини використовуються як «шахідмобілі»: начиняються вибухівкою та атакують ворожі позиції перед штурмом, в певному сенсі, заміняючи авіа- та ракетні удари в регулярних арміях. Було помічено також унікальні кустарно броньовані кар'єрні самоскиди.

## Модифікації бронетехніки
Бронетранспортер МТ-ЛБ часто модифікують, встановлюючи на нього різноманітні засоби враження. Використання ЗУ-23-2 на МТ-ЛБ стало класичним та використовується багатьма військовими силами пострадянського і не тільки простору, в тому числі Україною, Росією, Іраком, Вірменією тощо.

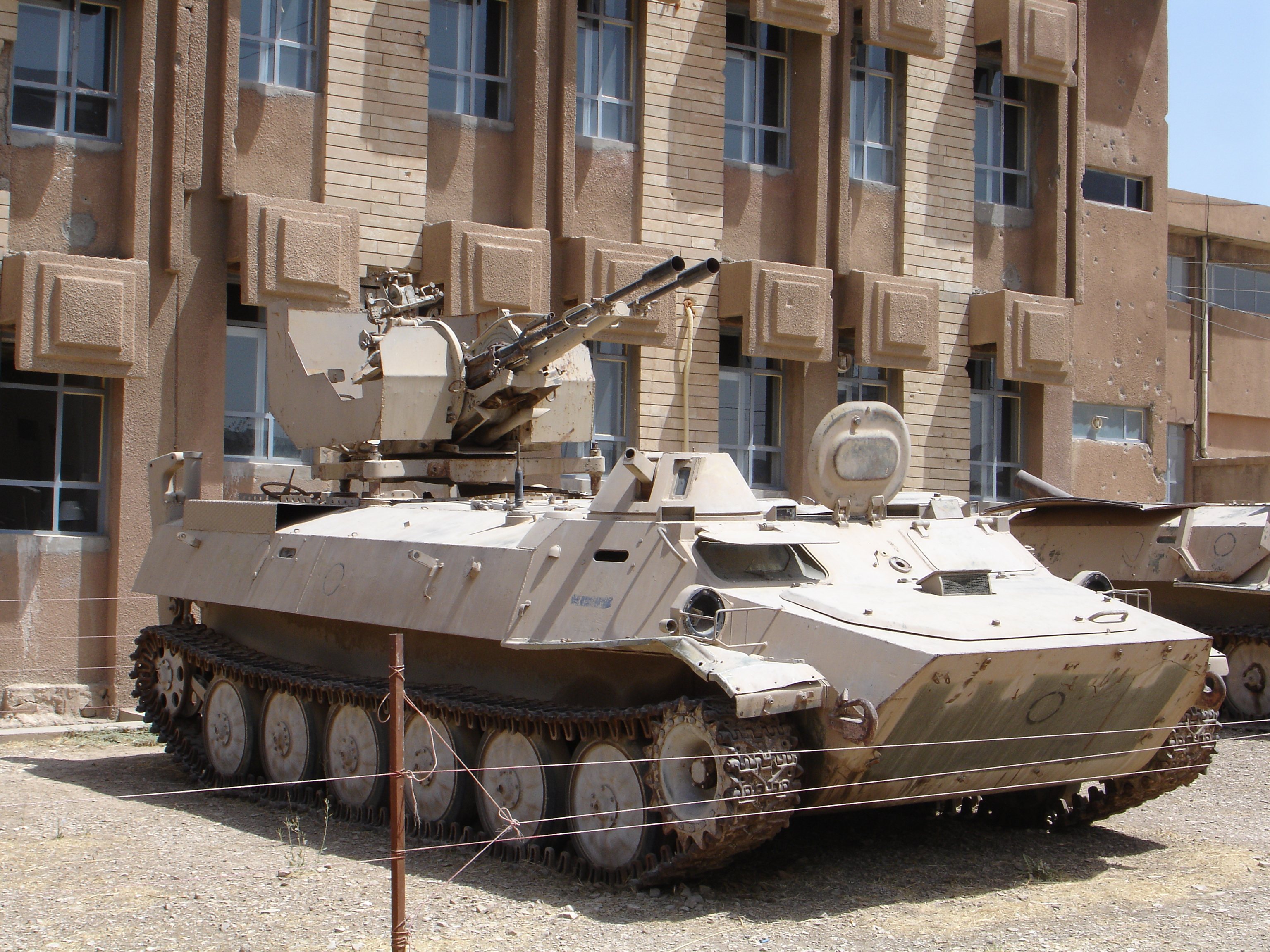
Іракська ЗУ-23-2 на МТ-ЛБ
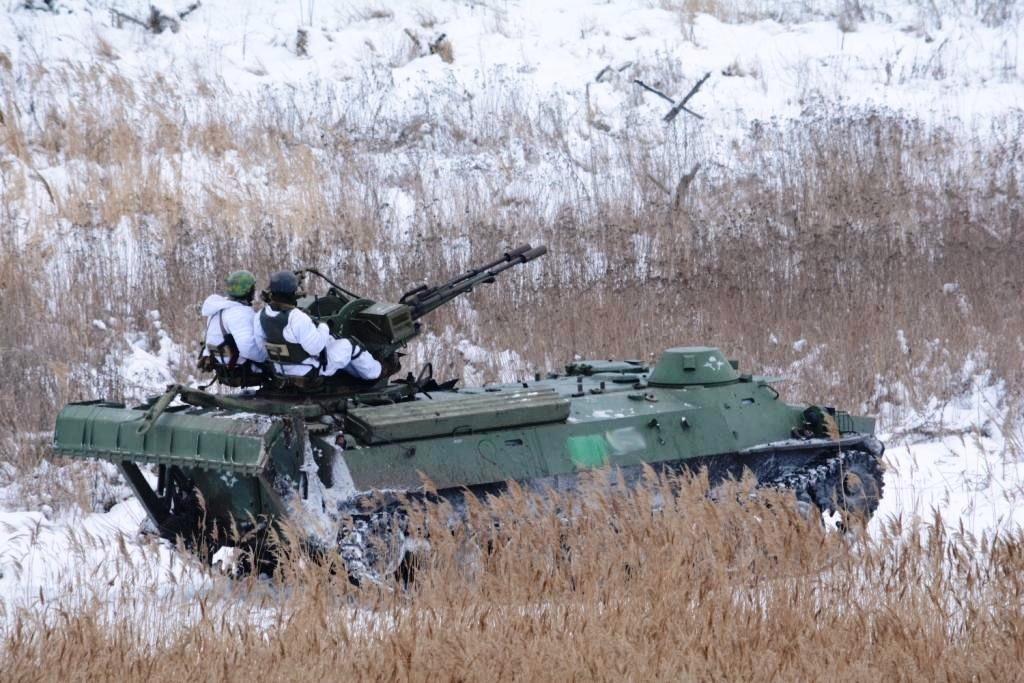
Українська ЗУ-23-2 на МТ-ЛБ
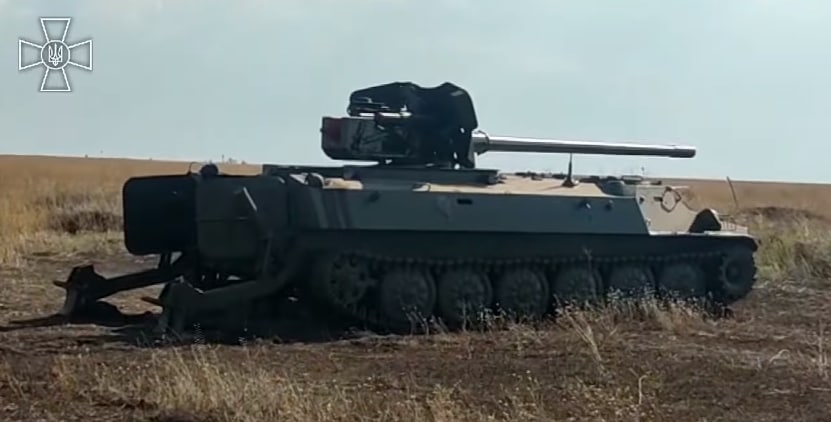
Українська установка з МТ-12 на трофейному МТ-ЛБ
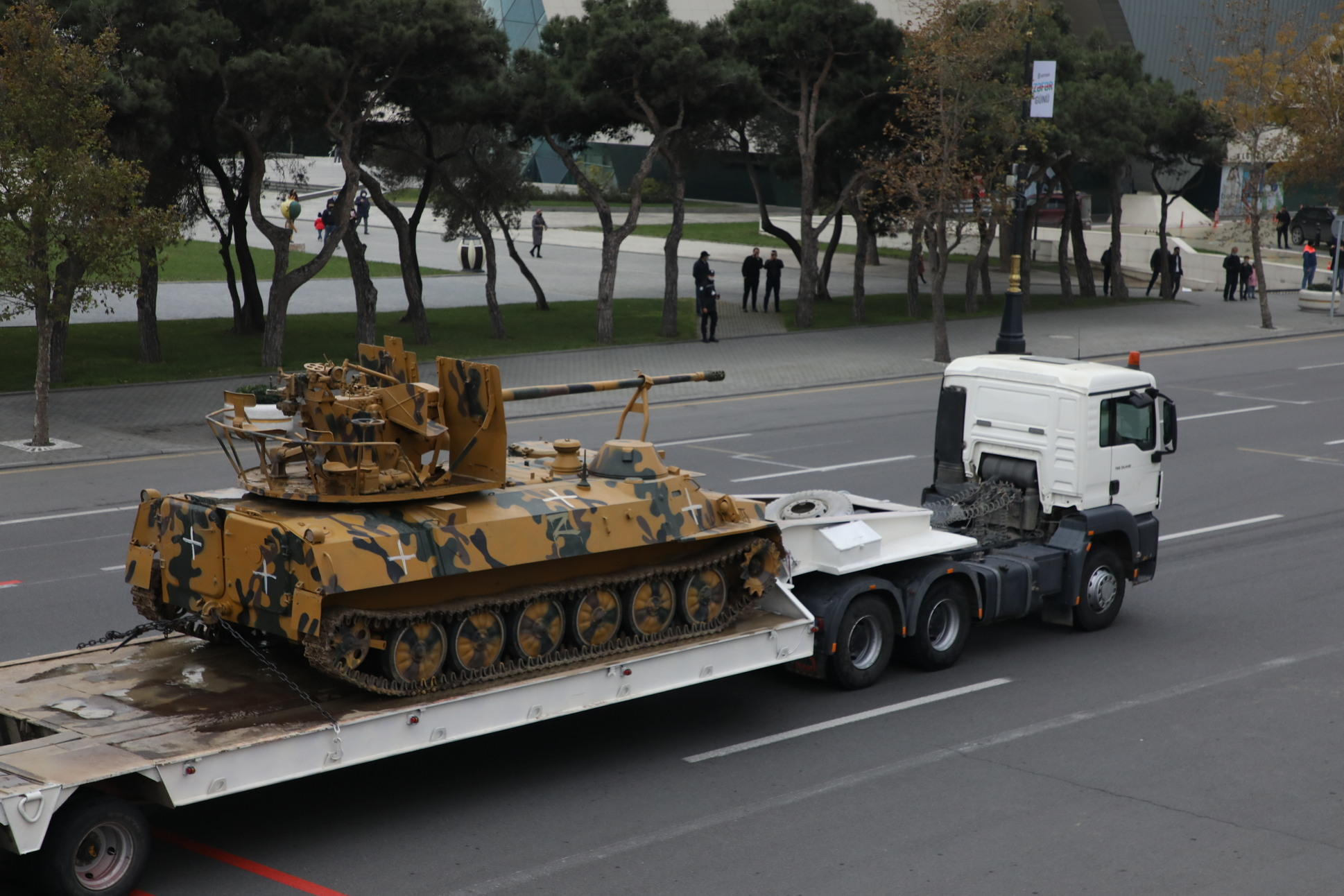
Трофейний вірменський МТ-ЛБ з С-60 на параді в Баку

### Росія та асоційовані квазідержави
Так звана «ПМР» використовує імпровізовані СЗУ на базі МТ-ЛБ з модернізованими баштами від БТР-70, в які встановлені два кулемети НСВ. Також використовуються різноманітні установки ЗУ-23-2 на цьому шасі. Помічено також СПГ-9 на рідкісному бронетранспортері ГТ-МУ та бронетранспортер БТРГ-127, перероблений з мінного загороджувача ГМЗ-3.
1 серпня 2022 бойовики т. зв. «ДНР» показали МТ-ЛБ з баштою від БМП-1.
У січні 2023 року, під час російського вторгнення в Україну (з 2022) російський флот відкрив склади з озброєнням і росіяни почали застосовувати ряд дуже специфічних модифікацій МТ-ЛБ з таким озброєнням, як установка М2-М3 з двома 25-мм гарматами та морська 140-мм РСЗВ МС-227.

### Близький Схід
Загони народної оборони використовують значну кількість різної нестандартної бронетехніки. Зокрема, зустрічаються модифікації радянських танків Т-55 та САУ 2С1 «Гвоздика», замість башт чи основного озброєння яких встановлюються кулемети або башти від іншої бронетехніки, як от БМП-1. Вільна сирійська армія використовує відносно стандартизовані бронетранспортери на базі Т-55 та Т-62, в яких замість башти встановлюються надбудови для десанту, опціонально з кулеметами. Подібні засоби (зокрема, так звані «мобільні фортеці» — бронемашини з озброєнням в кілька ярусів) також використовуються Ісламською Державою.
Модифікації БРДМ-2 є доволі популярними серед багатьох сторін конфлікту, включаючи Сирійську арабську армію, Загони народної оборони, Ісламської Держави, ПВК «Вагнер» тощо. В використанні останніх було помічено встановлення ЗУ-23-2 та імпровізованих башт із додатковим АГС-17.
Відомо, що Ісламська держава, окрім цивільних автівок, використовує також і бронетехніку в якості «шахідмобілів». Помічене використання танків Т-55, Т-62, Т-72, з яких знімаються башти; окремої уваги заслуговують БМП-1, перетворення яких на вибухові засоби є доволі масовим: знімається башта, заварюється одна з задніх десантних дверей (невідомо, для чого), машина набивається вибухівкою та опціонально оснащується додатковою бронею. Оскільки башти БМП стають зайвими, ними оснащують пікапи, для чого зводять надбудови в кузові.

## Імпровізована самохідна артилерія

### Україна
В серпні 2022 року було показано, як українські військові встановили 100-мм протитанкову гармату МТ-12 “Рапіра” на трофейний російський тягач МТ-ЛБ. Для цього було зрізано частину даху, посилено конструкцію та встановлено сошники. Після цього компанія Укртрансгаз представила вже заводський варіант такої установки та оголосила випуск.

### Росія та асоційовані квазідержави
21 липня 2022 з'явилась інформація про використання росіянами башти від 2С9 «Нона-С» на МТ-ЛБ.

### Близький Схід
Різного роду штурмпанцери на базі гусеничних тракторів, оснащені кулеметами, баштами від БМП-1 тощо, використовуються Загонами народної оборони. Іноді корпуси від різної бронетехніки встановлюються на колісне шасі.
Сирійська арабська армія використовує кустарні 300-мм РСЗВ під народною назвою Shams (араб. сонце; можливо, походить за аналогією з російськими ТОС-1А «Солнцепёк», що були розгорнуті в Сирії), що встановлюються на різні шасі, в тому числі вантажівки та БМП.
Ісламська Держава встановлює гаубиці Д-30 на трофейні американські вантажівки M35, відомо про використання (очевидно, неефективне) цих САУ для вогню по повітряних цілях.